# Belvis del Jarama
Belvis del Jarama és una localitat espanyola situada a la Comunitat de Madrid, al municipi de Paracuellos de Jarama. Se situa al nord d'est, a sis quilòmetres del nucli municipal ia 23 de Madrid. Té 331 habitants (2013).
La pedania va ser fundada com a colònia agrícola la dècada dels anys 40 i 50 del segle xx.
El 1973 es va rodar en aquesta població la pel·lícula "Señora Doctor", protagonitzada per Lina Morgan i José Sacristán i dirigida per Mariano Ozores.
La proximitat de Belvis a les pistes de l'Aeroport de Madrid-Barajas ha provocat freqüents polèmiques sobre el soroll i les molèsties ocasionades per l'aterratge i l'enlairament dels avions.

## Transports
Disposa de tres línies d'autobusos, tenint dues d'elles la capçalera a l'estació de Canillejas on connecta amb la línia 5 del Metro de Madrid. Aquestes línies són:
Línia 210: San Sebastián de los Reyes (Hospital)-Paracuellos de Jarama
Línia 211: Madrid (Canillejas)-Paracuellos-Belvis (només caps de setmana i festius)
Línia 213: Madrid (Canillejas) - Belvis